# Marcello Bacciarelli
Marcello Bacciarelli (født 16. februar 1731 i Rom, død 5. januar 1818 i Warszawa) var en italiensk barokmaler.
Bacciarelli begyndte sine studier i Rom og havde sin første udstilling i Dresden ved hoffet hos Frederik August I af Sachsen. I 1756 rejste han til Warszawa og blev her en god bekendt til Stanisław Antoni Poniatowski af Polen, den senere polske konge. I 1764 var han på rejse til Wien, hvor han også mødte kejserinde Maria Theresia. I 1766 vendte han tilbage til Polen. I denne periode – (1776–1785) – gennemgik kongeslottet i Warszawa en større ombygning, hvor Bacciarellis malerier til kongen blev hængt op.
I 1816 blev Bacciarelli udnævnt til æresprofessor ved Det kongelige polske universitet. Senere fik han samme æresbevisninger ved akademierne i Dresden, Wien og Berlin.
Efter de omfattende ødelæggelser af Warszawa under anden verdenskrig, brugte man blandt andet Bacciarellis malerier med motiver af bybilleder som grundlag for genopbyggelsen af byen efter krigen.